# Пекса
Пекса — река в России, протекает в Вачском и Навашинском районах Нижегородской области. Устье реки находится в 19 км по правому берегу реки Серёжа. Длина реки составляет 20 км, площадь бассейна — 93 км².
Исток реки у деревни Митино в 6 км к юго-западу от посёлка Вача. Река течёт на юг, затем на юго-запад. Верхнее и среднее течение проходит по Вачскому району, нижнее — по Навашинскому. В среднем течении входит в обширный ненаселённый лесной массив по которому течёт вплоть до впадения в Серёжу. Устье находится напротив деревни Пустынь.

## Данные водного реестра
По данным государственного водного реестра России относится к Окскому бассейновому округу, водохозяйственный участок реки — Тёша от истока и до устья, речной подбассейн реки — Бассейны притоков Оки от Мокши до впадения в Волгу. Речной бассейн реки — Ока.
По данным геоинформационной системы водохозяйственного районирования территории РФ, подготовленной Федеральным агентством водных ресурсов:
- Код водного объекта в государственном водном реестре — 09010300212110000030854
- Код по гидрологической изученности (ГИ) — 110003085
- Код бассейна — 09.01.03.002
- Номер тома по ГИ — 10
- Выпуск по ГИ — 0